# Villagrán
Villagrán – miasto w Meksyku, w stanie Guanajuato.